# Renault Oroch
El Renault Oroch (llamada Renault Duster Oroch hasta 2022) es un modelo compacto de camioneta pickup de 4 puertas producido por el fabricante francés Renault. Es la versión pickup del modelo Hispanoamericano Renault Duster, que a su vez se basó en el Dacia Duster fabricado en Europa. Se produce desde 2015 en Brasil y Colombia, de dónde es exportada a otros países de América del Sur.
El Renault Oroch compite en el mercado de las pickups medianas con modelos como la Fiat Toro, la Chevrolet Montana y otras. Su diseño se enfoca en la versatilidad y en ofrecer un equilibrio entre tamaño y capacidad de carga, pudiendo ser considerada como un vehículo enfocado a un uso predominantemente urbano.[cita requerida]

## Presentación
El prototipo de demostración del Duster Oroch fue presentado en el Salón del Automóvil de São Paulo en 2014. El Renault Duster Oroch fue exhibido oficialmente en la edición 2015 del edición 2015 del Salón del Automóvil de Buenos Aires.
|                                              |
| Frente del prototipo de Renault Duster Oroch |

|                                      |
| Perfil del prototipo de Duster Oroch |

## Modelo original
Inicialmente con el nombre de Renault Duster Oroch comenzó a producirse en 2015 en la planta de São José dos Pinhais, en Brasil, con el objetivo de abastecer al mercado sudamericano desde dicha fábrica. El modelo fue concebido como un nuevo tipo de pickup ubicado entre los modelos compactos y los medianos, tanto en capacidad de carga como en precio.
El Renault Oroch cuenta con un motor de 1.3 litros Turbo que produce una potencia máxima de 154 cv, neumáticos de tamaño 215/65 R16, carrocería doble cabina con cuatro puertas, espacio para cinco pasajeros, y suspensión trasera multibrazo. Puede llevar hasta 650 kg de carga en un volumen de caja de 683 litros. El volumen de carga se puede aumentar a 989 litros utilizando un extensor de caja.

## Nuevo diseño

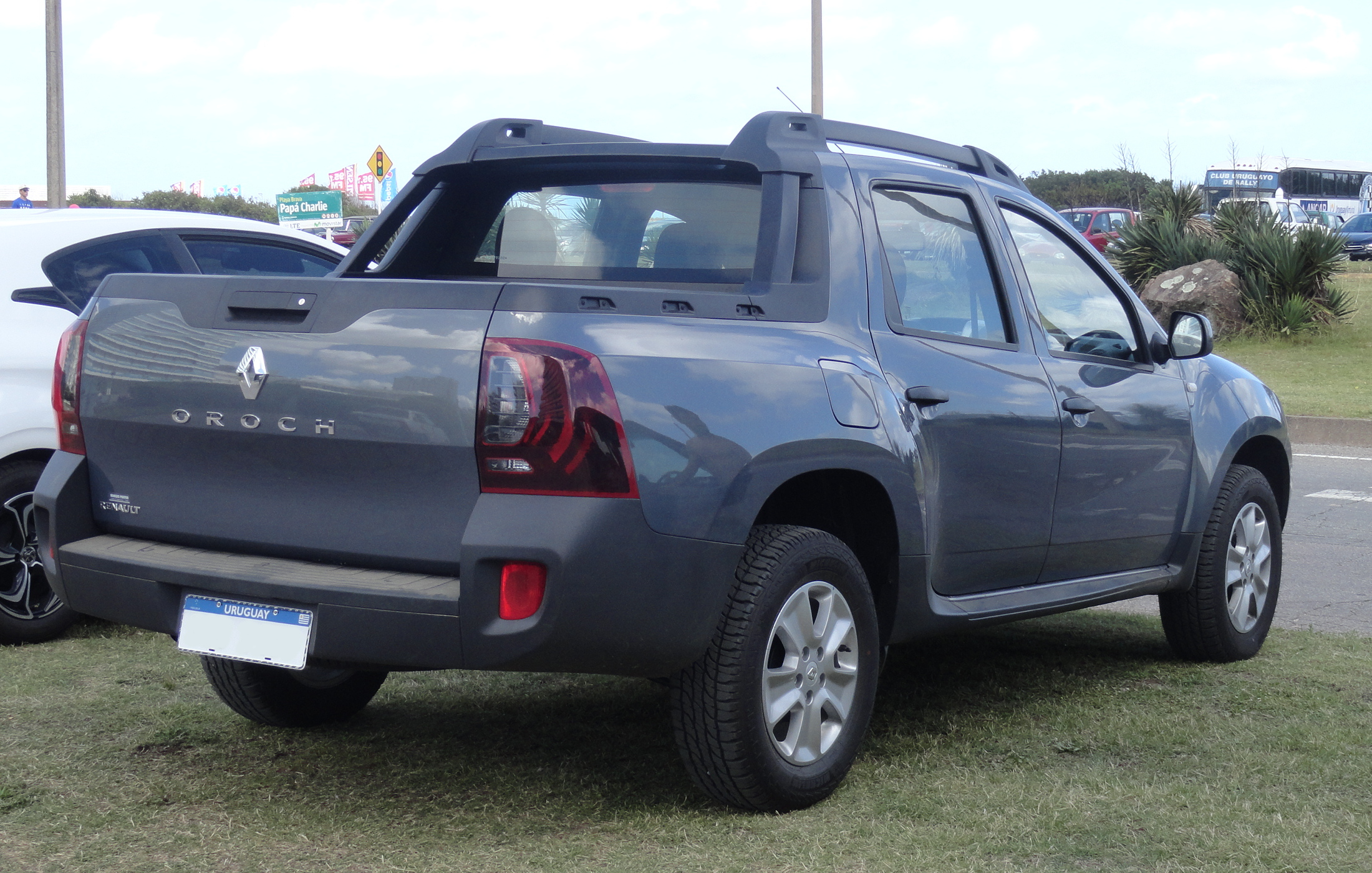
Renault Duster Oroch PickUp

La nueva Renault Oroch fue presentada en Brasil, donde es producida, y posee tres versiones: Emotion, Icónic y Outsider. Desde 2022 también se encuentra disponible en Argentina y otros países sin el nombre Duster (debido a que la marca trató de diferenciar la pickup del SUV Duster),[cita requerida] reemplazando así al modelo original.
La Oroch mide 4.700 mm de largo, 1.694 mm de alto y 1.821 mm de ancho. El despeje del piso es de 212 mm, el ángulo de ataque es de 27.6 grados, el ventral de 22.4 grados y el de salida de 24.7 grados, mientras que el peso en vacío es de 1.378 kilos pudiendo cargar hasta 680 kilos.
Entre los cambios exteriores se pueden observar nuevos cromados en el frente de la parrilla, un nuevo paragolpes negro y con luces auxiliares, llantas de aleación de 16 pulgadas con un nuevo diseño, barras de caja y de techo, ópticas delanteras con luces led, ópticas traseras más oscuras. Además, la caja de carga está protegida por una lona impermeable, y la rueda de auxilio se ubica debajo del piso, con tamaño normal pero llanta de chapa.
Las novedades se extienden al habitáculo, que posee un nuevo panel de a bordo junto con otros cambios al tablero y volante, además de un climatizador automático y pantalla central de 8 pulgadas para el sistema multimedia, el cual cuenta con conexión inalámbrica para teléfonos con Android Auto y Apple CarPlay.
La mecánica del vehículo también recibe cambios. La suspensión trasera es de tipo Multilink, y el motor 1.3 turbo con inyección directa ofrece 170 cv y 270 Nm con tracción delantera. También es nueva la caja automática CVT XTronic, continuamente variable y con ocho velocidades simuladas. Otro modelo del motor brinda 154 cv y 250 Nm, mientras que el modelo a gasolina de cilindrada 1.6 cuenta con hasta 120 caballos y 150 Nm, asociado con una nueva caja manual con seis marchas. Todos estos poseen sistema Start&Stop y función Eco para ahorrar combustible.
El modelo cuenta con tecnologías de seguridad como frenos ABS, control de estabilidad y tracción, airbags frontales y laterales, asistente de arranque en pendientes y sensores de estacionamiento, control de estabilidad (ESP) y tracción. 

### Interior
El habitáculo ofrece características como sistema de navegación, climatizador, control de crucero, volante multifunción, asientos ajustables, sistema de audio con conectividad Bluetooth y USB, entre otros. 
El interior del Renault Oroch presenta una notable evolución, con un cambio estructural y de materiales que eleva la calidad percibida.[cita requerida] El planteo y la arquitectura de la plancha es muy similar al de Duster, con una consola central que presenta  comandos renovados para el climatizador y una pantalla que ahora está ubicada en una posición más intuitiva y al alcance del conductor.[cita requerida]
La butaca cuenta con regulación en altura pero no es tan anatómica.[cita requerida] A su vez, el volante (de nuevo diseño y revestido en cuero en la versión Icónic) solo regula en altura. El nuevo tablero fue tomado prestado de Captur:[cita requerida] es un mix entre agujas (tacómetro y cantidad de combustible) y una pantalla con un velocímetro digital. Toda la información es provista por la computadora de a bordo.
Al equipamiento también se sumaron los controles de estabilidad y de tracción, el sistema antivuelco y la asistencia de arranque en pendiente. Se mantuvo además el doble airbag frontal para todas las versiones.

## Especificaciones
|                                  | Zen 4×4                                                                        | Intens 4×2 CVT                                                                 | Intens 4×4 Outsider                                                            |
| -------------------------------- | ------------------------------------------------------------------------------ | ------------------------------------------------------------------------------ | ------------------------------------------------------------------------------ |
| Producción                       | 2016-actualidad                                                                | 2016-actualidad                                                                | 2016-actualidad                                                                |
| Tipo de motor                    | Delantero transversal, 4 cilindros 16 valvulas, combustión interna de gasolina | Delantero transversal, 4 cilindros 16 valvulas, combustión interna de gasolina | Delantero transversal, 4 cilindros 16 valvulas, combustión interna de gasolina |
| Sobrealimentación                | Inyección directa con turbocompresor                                           | Inyección directa con turbocompresor                                           | Inyección directa con turbocompresor                                           |
| Cilindrada                       | 1330 cm³                                                                       | 1330 cm³                                                                       | 1330 cm³                                                                       |
| Potencia máxima                  | 163 CV nafta / 170 etanol cv a 5.500 rpm.                                      | 163 CV nafta / 170 etanol cv a 5.500 rpm.                                      | 163 CV nafta / 170 etanol cv a 5.500 rpm.                                      |
| Máximo par motor                 | 270 Nm desde 1.600 a 3.750 rpm                                                 | 270 Nm desde 1.600 a 3.750 rpm                                                 | 270 Nm desde 1.600 a 3.750 rpm                                                 |
| Caja de cambios                  | Transmisión manual de 6 velocidades                                            | Transmisión automática de 8 velocidades                                        | Transmisión manual de 6 velocidades                                            |
| Configuración                    | Tracción integral 4×4                                                          | Tracción 4x2                                                                   | Tracción 4×4 desconectable                                                     |
| Frenos                           | Delanteros de discos ventilados Traseros de tambor                             | Delanteros de discos ventilados Traseros de tambor                             | Delanteros de discos ventilados Traseros de tambor                             |
| Neumáticos                       | 215/65 R16                                                                     | 215/65 R16                                                                     | 215/65 R16                                                                     |
| Llantas                          | 16" acero                                                                      | 16" aluminio                                                                   | 16" aluminio bitono diamantado                                                 |
| Peso en vacío                    | 1 378 kg                                                                       | 1 378 kg                                                                       | 1 378 kg                                                                       |
| Carga máxima                     | 650 kg                                                                         | 650 kg                                                                         | 650 kg                                                                         |
| Capacidad de remolque con frenos | 1250 kg                                                                        | 1250 kg                                                                        | 1250 kg                                                                        |
| Velocidad máxima                 | 195 km/h                                                                       | 195 km/h                                                                       | 195 km/h                                                                       |
| Aceleración (0-100 km/h)         | 10,8 s                                                                         | 10,8 s                                                                         | 10,8 s                                                                         |
| Garantía                         | 3 años o 100 000 kilómetros                                                    | 3 años o 100 000 kilómetros                                                    | 3 años o 100 000 kilómetros                                                    |

## Premios
La Renault Duster Oroch fue elegido como la mejor pickup por L'Auto Preferita en 2015 y por la revista Autoesporte en 2016.
Otros premios incluyen:[cita requerida]
- Mejor Pickup en premio 10 Best, 2016
- Mejor Pickup 2016 en premio Car and Drivers en Brasil Drivers "CAR Magazin"
- Mejor Pickup del año 2016 en premios patrocinados por Abiauto (Asociación Brasileña de Prensa Automotriz)
- Mejor motor del mundo de la Alliance RNM (Renault-Nissan-Mitsubishi)